# Calidris
Calidris (ryler) er en slægt af sneppefugle. Slægten omfatter 24 arter i verden
.
Heraf er ca. halvdelen truffet i Danmark. Kun alm. ryle er ynglefugl, mens islandsk ryle, sandløber, dværgryle, temmincksryle, krumnæbbet ryle og sortgrå ryle er mere eller mindre almindelige trækgæster. De fleste øvrige arter er sjældne gæster.
Rylerne er forholdsvis små vadefugle, der især er udbredt i arktiske og højboreale områder. Man mener, at de først har udviklet sig inden for de sidste 15 millioner år, efterhånden som den globale nedkøling skabte tundraen
.
Eksempler på 
Slægt Calidris arter truffet i Danmark:
- Islandsk ryle Calidris canutus
- Sandløber Calidris alba
- Tyknæbbet dværgryle Calidris pusilla
- Rødhalset ryle Calidris ruficollis
- Dværgryle Calidris minuta
- Temmincksryle Calidris temminckii
- Hvidrygget ryle Calidris fuscicollis
- Bairdsryle Calidris bairdii
- Stribet ryle Calidris melanotos
- Spidshalet ryle Calidris acuminata
- Krumnæbbet ryle Calidris ferruginea
- Sortgrå ryle Calidris maritima
- Almindelig ryle Calidris alpina
- Klireryle Calidris himantopus

I følge nogle forskere bør slægten Calidris deles op, så den kun består af islandsk ryle og et par andre arter, mens resten, sammen med prærieløber (Tryngites subruficollis), flyttes til en ny slægt kaldet Ereunetes .